# Haus Landhausstraße 25

Dresden, Landhausstraße 25 (Fotografie 1894).

Das Haus Landhausstraße 25 war ein barockes Wohngebäude in Dresden. Es wurde 1708 erbaut und 1894 für den Neubau des Polizeigebäudes abgebrochen.

## Beschreibung
Das fünfgeschossige Gebäude war an der Landhausstraße fünf Achsen und an der Schießgasse sieben Achsen breit. Es wurde am 10. Mai 1708 für den ehemaligen Kammerdiener bei dem Geheimen Rat und Oberhofmeister von Einsiedel, Abraham Altrichter von Georg Haase im Stil des böhmischen Barock erbaut.
Die Fassade wurde an den Seiten durch zwei schmale Lisenen mit klassischen, kompositen Kapitellen eingefasst. Die Achsen der Rücklagen zeigten einfache, glattgerahmte Fenster. Der Mittelrisalit war als flach heraustretende Vorlage geformt. Er war drei Achsen breit und mit profilierten Fenstergewänden geschmückt.
Über den Fenstern im ersten Obergeschoss befanden sich Fensterverdachungen in Form von geschweiften Segmentbogengiebeln. Unter diesen Verdachungen befanden sich runde Kartuschenschilde mit Rankenwerk.
Im zweiten Obergeschoss befanden sich Dreiecksgiebel als Fensterverdachungen; geschmückt mit Engelsköpfen in den Giebelspitzen. Darunter befanden sich runde Kartuschenschilde mit Rankenwerk. Die Fenster des zweiten Obergeschosses ruhten auf einem Sohlbankdekor bestehend aus Puttenköpfen, dazwischen befanden sich konkav-konvex gebogene Putzspiegel.
Im dritten Obergeschoss befanden sich Dreiecksgiebel als Fensterverdachungen. Die Fenster des dritten Obergeschosses ruhten auf einem Sohlbankgesims bestehend aus Konsolen, dazwischen befanden sich konkav-konvex gebogene Putzspiegel.
Die Fenster im vierten Obergeschoss waren nicht mehr mit Fensterverdachungen geschmückt, sondern ursprünglich durch den über sie hinweglaufenden Architrav des Hauptgebälks. Die Fenster des vierten Obergeschosses ruhten auf einem Sohlbankgesims bestehend aus Konsolen, dazwischen befanden sich konkav-konvex gebogene Putzspiegel.

## Kunstgeschichtliche Bedeutung
Die Häuser Landhausstraße 25 und Neumarkt 16 gelten als „Frühwerke“ Georg Haases. So zeigten beiden Bauten große, weite Fassaden mit schwerem Verdachungsdekor sowie überschlanke, seitliche Lisenen. Dadurch standen die genannten architektonischen Elemente laut Stefan Hertzig nicht in dem „ausgesucht harmonischen Verhältnis zueinander, das die reifen Werke Haases der 1710er Jahre prägen sollte“. Trotzdem verwies das Haus Landhausstraße 25 mit seinen einzelnen Schmuckelementen schon auf das später erbaute Haus „Die Schiffsmühle“, das als „Meisterwerk Haases“ gilt.